# Mondsee (plaats)
Mondsee is een gemeente in de Oostenrijkse deelstaat Opper-Oostenrijk, gelegen in het district Vöcklabruck. De gemeente heeft ongeveer 3200 inwoners.

## Geografie
Mondsee heeft een oppervlakte van 16,62 km² (waarvan 14,3 km² meer). De gemeente ligt in het zuidwesten van de deelstaat Opper-Oostenrijk. Zij ligt ten noordoosten van de deelstaat Salzburg en ten zuidoosten van de grens met Duitsland.

## Trivia
- In het kerkje van Mondsee werd de trouwerij van Maria en Kapitein Von Trapp opgenomen in de film The Sound of Music (1965).
- Bij Mondsee ligt de 18 holesbaan van de Golfclub am Mondsee.
- In 2024 vond het Europees Schutterstreffen plaats in Mondsee.

## Foto's

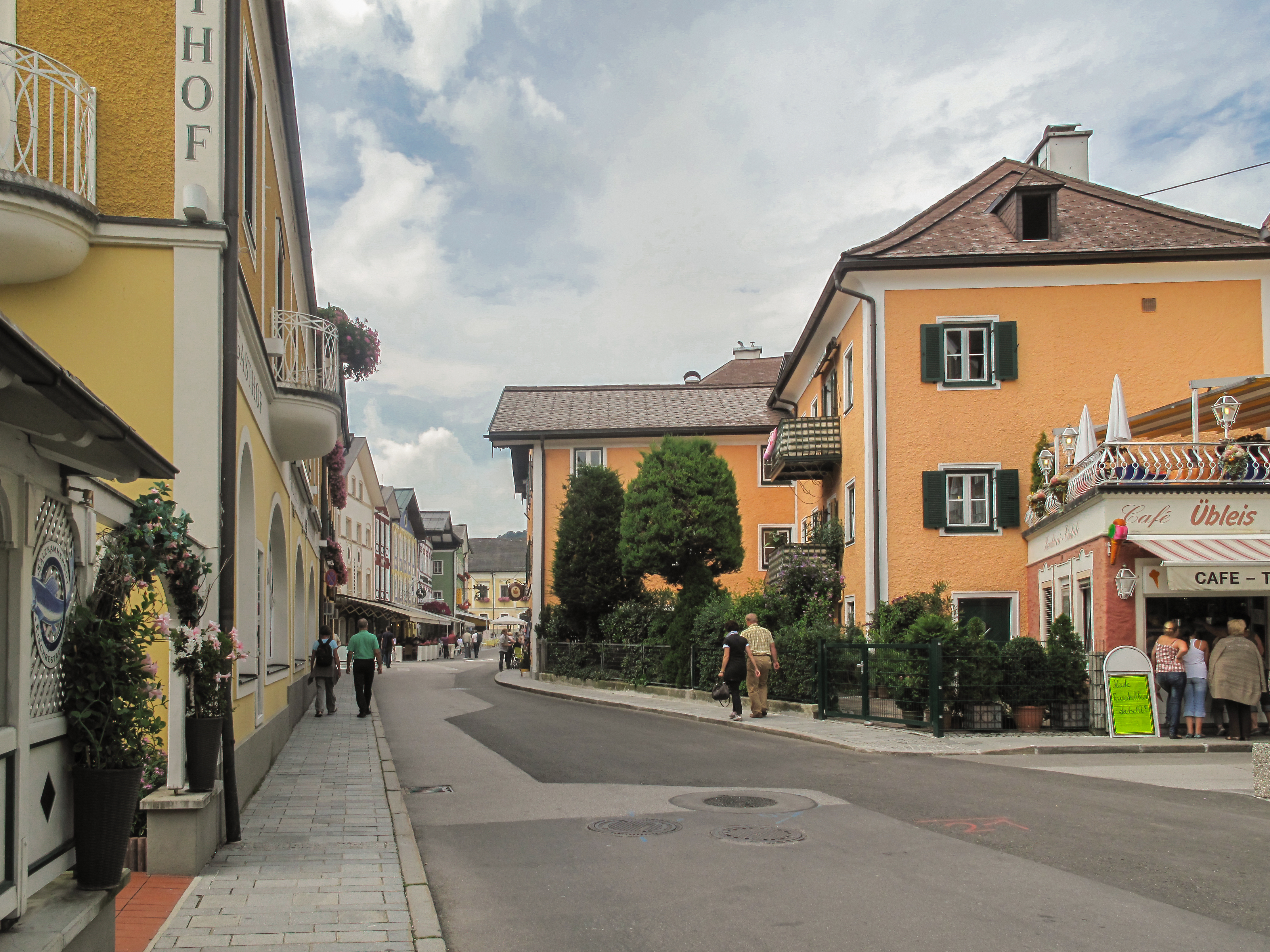
Mondsee, straatzicht
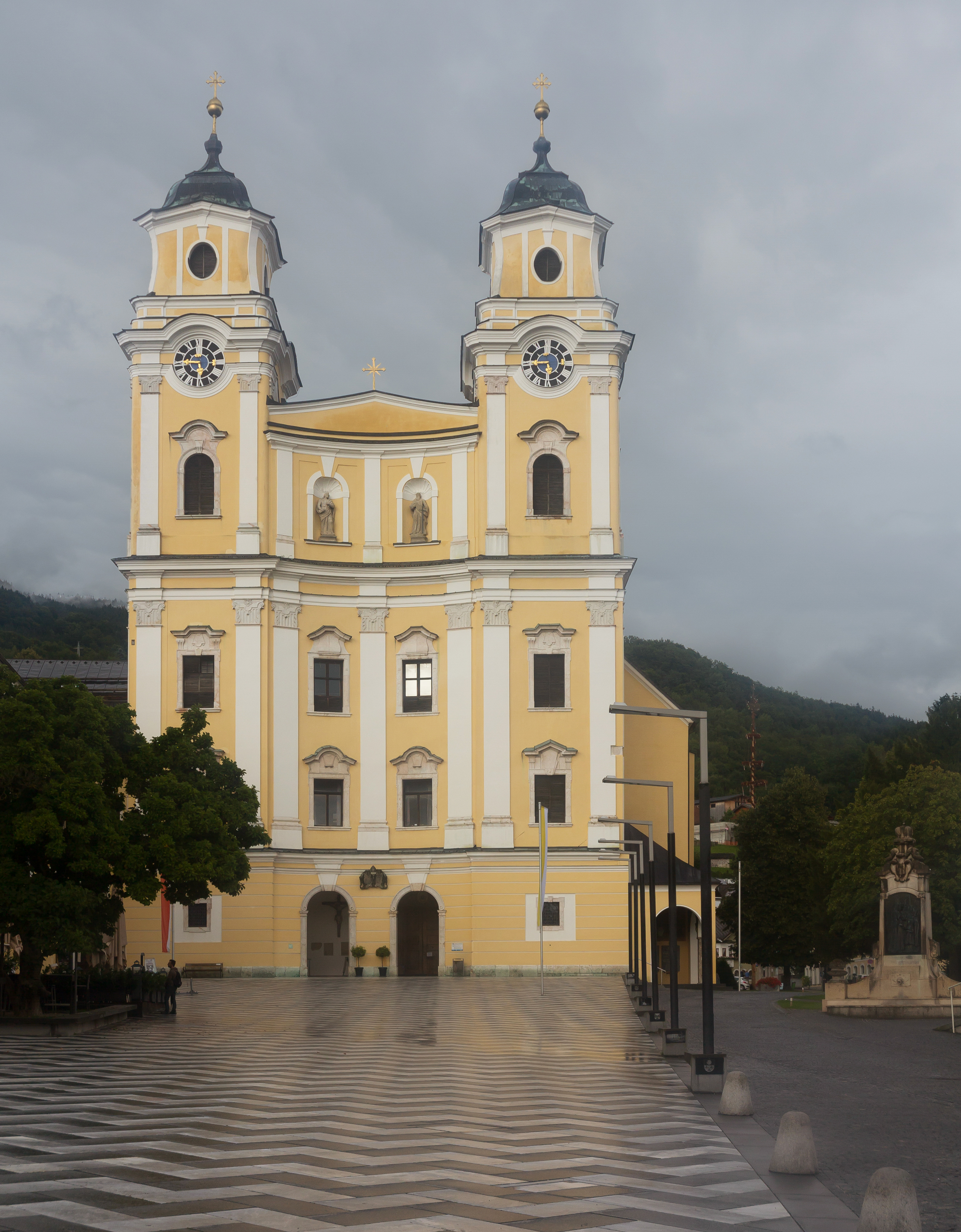
Mondsee, basiliek

- Gemeinsame Normdatei: 4333077-0
- Library of Congress Control Number: n82074033
- MusicBrainz: f260eaeb-7410-4971-85ba-4ce1c39032d4
- Nationale Bibliotheek van Tsjechië: xx0321767
- Virtual International Authority File: 132043713